# Johannes Melchior
Johannes Melchior (* 6. August 1646 in Solingen; † 15. Oktober 1689 in Herborn) (auch: Johannes Melchioris) war Theologe, Hochschullehrer und Verfasser einer ersten reformierten Kinderbibel.

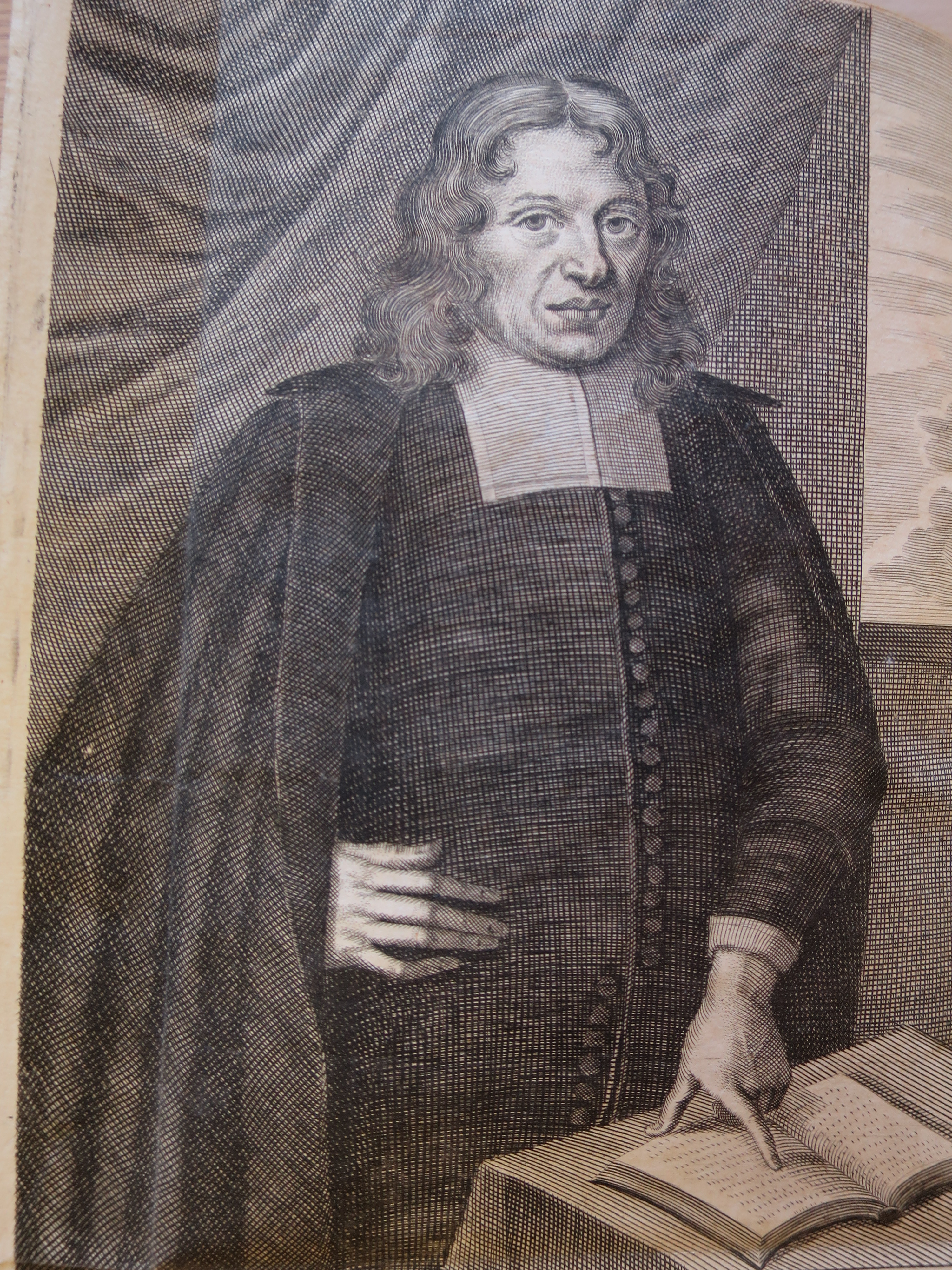
Johannes Melchior.

## Leben

### Jugend und Ausbildung
Johannes Melchior kam als Sohn eines Schöffen und Bürgermeisters von Solingen, ebenfalls Johann Melchior mit Namen, und seiner Frau, Margarethe, geborene Nees, ebenfalls aus Solingen, zur Welt. Er ging zunächst in seiner Geburtsstadt Solingen zur Schule. Später besuchte er das Pädagogium in Heidelberg und anschließend dort auch die Universität. Weitere Hochschulen folgten: die Universitäten Groningen und Leiden, wo er reformierte Theologie studierte. Zu seinen Lehrern gehörten Johannes Coccejus und Samuel Maresius. Mit 21 Jahren bestand er das Predigerexamen vor der Synode (Kirchenbehörde) des Herzogtums Berg mit Auszeichnung.

### Pfarrer
Ihm wurde die Pfarrstelle in Frechen zugewiesen. Dies hinderte ihn aber nicht daran, weiter wissenschaftlich tätig zu sein. Hier schrieb er die ersten seiner Arbeiten, die im Druck erschienen: Christlicher Glaubensgrund … und Religio ejusque Natura et Principium …, eine Erwiderung auf den Tractatus theologico-politicus von Baruch de Spinoza.
1672 wurde er Pfarrer in Kaldenkirchen. Auch hier setzte er seine schriftstellerische Tätigkeit fort, ebenso in Düsseldorf, wohin er 1677 ging. Hier war den Jesuiten durch den römisch-katholischen Pfalzgrafen Philipp Wilhelm eine Wirkungsmöglichkeit eröffnet worden, gegen die er sich wandte. Er rechnete es sich besonders an, einen Jesuiten für die Konversion zur reformierten Konfession gewonnen zu haben.

### Hochschullehrer
Durch seinen Einsatz für die reformierte Sache auf wissenschaftlicher Ebene qualifizierte er sich zum Hochschullehrer und sollte 1682 zum Professor der Theologie an die Hohe Schule Herborn berufen werden. Dazu musste er aber zuvor noch die Doktorwürde erwerben. Er schrieb sich dazu erneut ein, diesmal an der Universität Duisburg. Nach Ablegen des entsprechenden Examens im Sommer 1682 nahm er den Ruf nach Herborn auf den zweiten Lehrstuhl für Theologie an. Einen kurz darauf ergangenen Ruf an die Universität Marburg lehnte er dagegen ab.
Seine Theologie basiert auf dem Chiliasmus, dem Cartesianismus sowie auf der persönlichen Erfahrung des Glaubens und er vertraute auf ein durch den Heiligen Geist gereinigtes Gewissen, für das das Evangelium sichere Beweise liefere. Sein dogmatisches Lehrbuch Shoresh davar sive fundamenta …, zuerst 1685 bei Andreae erschienen, wurde vielfach neu aufgelegt, unter anderem 1727 auch von Friedrich Adolf Lampe. Es war bis ins beginnende 19. Jahrhundert an reformierten Hochschulen in Deutschland und den Niederlanden in Gebrauch.
Ein weiterer Schwerpunkt seines Wirkens war didaktischer und pädagogischer Art. Er setzte sich nach seinen Erfahrungen als Pfarrer in Düsseldorf dafür ein, dass die Bibel auch in kindgerechter Form vermittelt wurde. Er steht damit auch in einer Tradition der Hohen Schule Herborn, die bereits andere Initiativen in dieser Richtung hervorbrachte. Der bedeutendste Vertreter war Johann Amos Comenius, der 1611 bis 1613 an der Hohen Schule Herborn studierte. Die „Kinder-Bibel“ von Johannes Melchior hatte eine weite Verbreitung. Sie erschien in Herborn in drei Auflagen: 1688, 1705 und 1716 und 1715 bereits bei Lorentz in Berlin sowie in Amsterdam 1730 und 1750 auf Niederländisch.
1684/85 war Melchior Prorektor der Hochschule – im hundertsten Jahr ihres Bestehens. Aus diesem Anlass hielt er die Eröffnungsrede für die Feierlichkeiten. 1686 wurde Melchior nach dem Tod von Matthias Nethenus Inspektor und Konsistorialrat in der Grafschaft Nassau-Dillenburg.

### Familie
Melchior war zwei Mal verheiratet: Zuerst mit Mechtild Reuysch, Tochter des Eberhard Reuysch, aus Utrecht. Sie verstarb in der Zeit, als ihr Mann Pfarrer in Düsseldorf war. In zweiter Ehe heiratete er Elisabeth Walburga Hildesheim, Witwe des Kurbrandenburgisch-preußischen Justiz- und Hofgerichtsrats Wilhelm Bachmann aus Kleve. Mit ihr zusammen hatte er drei Töchter und einen Sohn. Namentlich bekannt sind: Katharina Mechthild (* 29. Juli 1683), Albert Wilhelm (* 28. Mai 1685) und Magdalena Christina (* 27. März 1687).

### Tod
Bereits 1689 starb Johannes Melchior an der Roten Ruhr. Eine Trauerrede auf seinen Tod von Johann Heinrich Florinus ist erhalten. Seine Frau und die vier Kinder überlebten ihn.
Eine Sammelausgabe der Predigten und deutschen Schriften von Melchior erschien 1695. Seine lateinischen Werke veröffentlichte Gottfried Jüngst 1693 unter dem Titel Opera omnia theologica, exegetica, didactica, polemica.

## Werkverzeichnis
(Quelle:)

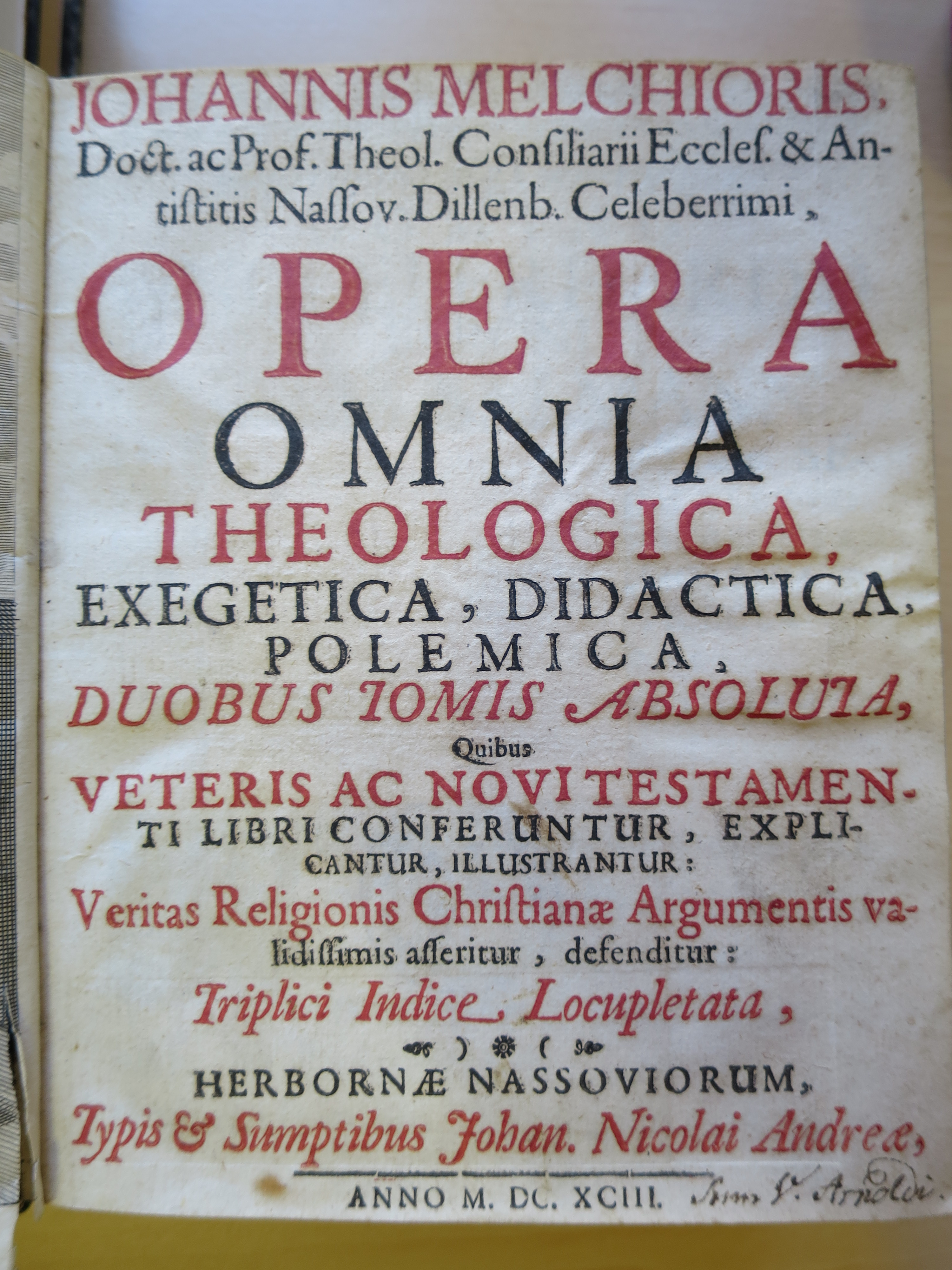
Titelblatt von Opera Omnia Theologica (…)

- Auspicia secularia Herbornensia. Sive rectoratus magnificentissimus celsissimi principis ac domini D. Wilhelmi. Succenturiante designati Pro-Rectoris oratione De Lege Libertatis Inauguratus pridie Cal. Augusti ipso seculari Academiae anno MDCLXXXIV Nec non Panegyricus de ∆ιΟΡΘΩΣΕι ultimi Temporis / Academicae scholae historiam complexus Dicturs ejusdem anni, mensis IIXbris die 23. Festivitati seculari sacro a Joh. Melchioris SS.Th.D.Prof.&Past. / Academiae h.t. Pro=Rectore, nec non Sereniss. Nassoviae Principibus a sacris consiliis. Herborn 1685.
- Betrachtungen des Ehestandes oder von dem Herkommen Mittel und geziemender Weise Der Fortpflantzung Menschlichen Geschlechts. Johann Philipp Andreae. Herborn und Franckfurt 1695.
- Christliche Jugend Ubung vorgestellet In Erklärung des Send-Schreibens Pauli an die Epheser. Benebst den Ersten Buchstaben Lehrende Die Gründe der wahren Religion. Johann Nicolaus Andreae. Herborn o. J.[27]
- Christlicher Glaubensgrund d. i. woher ein Christ die Versicherung in seinem Gewissen bekomme, daß die heil. Schrift eine göttliche Offenbarung sei. Frankfurt 1671.
- De Investigatione Praedestinationis Dissertatio: Adiecta est Demonstratio, Quod Transsubstantiatio Non Sit Credibilis Nisi per Enthusiasmum. Andreae, Herborn 1687.
- De obligatione naturali inter deum et hominem. [Dissertation]. Duisburg 1682. Abgedruckt in dem Sammelwerk Opera Omnia Theologica […].
- De sanguine Christi eucharistico commentatio, complectens dissertationes tres theologico-historicas, quibus Jac. Benig Bossueti tractatus de commuione sub utraque specie, ita excutitur, ut succinte ejus controversiæ universa ratio expendatur, & monumentum ponderetur. Herborn, 1684.
- Delectus religionis. Zwischen 1671 und 1676.[28] Neu aufgelegt als Wahl der Religion. Johann Philipp Andreae. Herborn und Franckfurt 1695.
- Dialogi apocalyptici, de fato duorum testium, ad Apocal. XI. 3 – 14., septem phialis seu plagis ultimis, ad Apocal. XV. & XVI., millennario ligati draconis, ad Apocal. XX. Herborn (Andrea) 1690.
- Dialogorum Apocalypticorum Specimen Alterum De Fato Duorum Testium : Ad Apocal. Xi. 3---14. Herborn. 1689.
- Disquisitio Theologica De Fide Rationali Puerorum In Christo. Herborn. 1688.
- Diss. acad. de oeconomia Dei circa gentes et Iudaeos, ex parabola Luc. XV. vers. 11 – 32. Andreae. Herborn 1689.
- Diss. de tempore coeptarum et modo usurpatarum in ecclesia versionum s. scripturae; zusammen mit Jacob Alting, Groningen 1671.
- Diss. theol. de necessitate et sufficientia credendorum ad salutem et communionem ecclesiasticam. Andreae. Herborn 1690.
- Düsseldorffischer Gottes-Dienst von hundert und funffzig Jahren. Johann Philipp Andreae. Herborn und Franckfurt 1695.
- Erste Buchstaben einer Christlichen Kinder-Schul vor die angehende Jugend Im Fürstenthum Nassaw-Dillenburg. Nun zum zweytenmal gedruckt. Psal. 34.13 / kommt her Kinder / Höret mir zu / Ich wil euch die Forcht des Herren lehren. Johann Nicolaus Andreae. Herborn 1690.[29]
- Falsch erdichteten Wunder-Wercke der Papisten. Johann Philipp Andreae. Herborn und Franckfurt 1695.
- Geistreiche Predigten und Schrimen […]. Johann Philipp Andreae. Herborn und Franckfurt 1695.
- Keur van Religie (niederfränkisch). Zwischen 1671 und 1676[30]
- Kinder-Bibel oder kurtzer Ausszug der nöthigsten und nützlichsten Geschichte, Sprüche und Geheimnüssen auss allen Büchern der h. Schrifft genannt das alte Testament: zur Beförderung der göttlichen Erkäntnüss …. Herborn 1688.
  - Übersetzung ins Niederländische: Kinder-bybel, of Kort begrip van de nodigste en nuttigste geschiedenissen spreuken, en verborgen theden, uit alle de boeken der Heiligen Schriftuure ; door Johannes Melchior: uit het Hoogduitsch vertaalt door Abraham van Poot. Amsterdam 1750.[Anm. 5]
- Kurtze Erzehlung in welchem Stand der Gottesdienst zu Düsseldorff und denen herumgelegenen Landen von 150. Jahren her gewesen. Ca. 1680.
- Kurtze und gründliche Verantwortung, Theils Gegen etlicher einfältiger und unverständiger Leute unbesonnenes Vrtheil, Theils auch Gegen etlicher vorwitziger und dem Ministerio übel-affectionirter Splitter-Richter unbefügte Lästerung: So von ihnen hie und da über die bey diesen betrübten und gefährlichen Zeiten auff ein zeit-lang auß ihren Gemeinden in der Pfaltz Entwichene Reformierte Pfarrer Außgestreuet werden will, Außgegeben von einem Liebhaber des Ehrenwürdigen Predig-Amts. Andreae. Herborn 1689.
- Kurtze Vorstellung der Haußhaltung Gottes über Juden und Heyden. Nach Anweisung Luc. 15, V 11–32. Johann Nicolaus Andreae. Herborn 1705.
- Lehre der Warheit und Gottseligkeit vorgestellet in Lehr- Buß- Vermahnungs-Gewissens-Trost-Bettags-Vorbereitung Nacht-mahls- und Festtags-Predigten. Wie solch in volckreicher Versammlung zu Herborn gehalten Und mit zweyen Registern der Texten und führnehmsten Lehrstücken versehen. Johann Nicolaus Andreae. Herborn und Franckfurt 1695.
- Onderwysende godgeleerdheid : vervattende de fundamenten van de hoogste waarheeden, by wyse van korte stellingen met ontdekkinge van de kracht van de hedendaagsche dwalingen. Amsterdam 1690.
- Opera Omnia Theologica, Exegetica, Didactica, Polemica, Duobus Tomis Absoluta, quibus Veteris ac Novi Testamenti libri conferuntur, explicantur, illustrantur: Veritas Religionis Christianae […] Argumentis validissimis asseritur, defenditur: Triplici Indice Locupletata, […]. Johann Nicolai Andreae. Herborn 1693.
- Oratio inauguralis de veritate ad conscientiam demonstratione. 1682.
- Principium credendi enthusiasticum pontificiorum et rationale orthodoxorum, dissertationibus aliquot acad. explicatum. Herborn 1688.
- Religio Ejusque Natura Et Principium: Sive Joh. Melchioris V. D. M. Ad Amicum Epistola, qua ad examen revocatur Anonymi Tractatus Theologico Politicus continens Dissertationes aliquot ostenditur … sed eandem nisi cum pace reip. ipsaque pietate tolli non posse &, Clerck, 1672.
- Šōreš dābār sive fundamenta theologiae didascalicae : summarum veritatum aphoristico nexu denudato simul errorum hodiernorum nervo in usus auditorii sui concinnata. Andreae. Herborn 1685.
- Vom wahren Glaubensgrund. Johann Philipp Andreae. Herborn / Frankfurt 1695.

## Wissenswert
- Fälschlicherweise ordnete F.W. Cuno die Schrift Bibel-Kern[31] Johannes Melchior zu. Sie wurde aber 1704 von Johann Caspar Müller, Zürich, verfasst[32], der dabei allerdings auch Texte der Kinder-Bibel von Melchior zugrunde legte. Diese Schrift bezeugt damit auch die weite Verbreitung und Wirksamkeit der Kinder-Bibel von Melchior im reformierten Teil Europas.